# Осборн, Д’Арси, 12-й герцог Лидс
Фрэнсис Д’Арси Годольфин Осборн, 12-й герцог Лидс (англ. Francis D'Arcy Godolphin Osborne, 12th Duke of Leeds; 16 сентября 1884, Лондон — 20 марта 1964, Рим) — британский дипломат, последний герцог Лидс.

## Биография
Советник посольства в Португалии (1928—1929) и Италии (1929—1931), заместитель главы британской миссии в США с 1931 по 1935 год. Состоял посланником Великобритании при Ватикане в 1936—1947 годах.
Во время Второй мировой войны не покидал нейтральный Ватикан почти всю войну, до 1944 года. Был связан с неудачным заговором против Адольфа Гитлера.

## Взгляды
По мнению американского историяка Дэвида Керцера, идеология Осборна отражала взгляды британской аристократии. В частности, он проявлял терпимость в отношении итальянского фашизма и презрение к коммунизму и евреям. Это видно по его депешам, отправляемым из Рима в Лондон в 1937 году:
Методы Коминтерна значительной степени разработаны благодаря блестящей выдумке, сметливости и разрушительным склонностям евреев в сочетании с семито-азиатским фанатизмом русских. Первые обрабатывают интеллектуалов, вторые же — массу, состоящую из неудачников
.
В следующем году в своем отчете, направленном британскому министру иностранных дел, он заявлял, что Ленин во многом полагался на «сметливость, циничную приспособляемость и безнравственную изобретательность евреев».